# Bi đá trên băng tại Thế vận hội Mùa đông 2018
Bi đá trên băng tại Thế vận hội Mùa đông 2018 diễn ra từ 8 tới 25 tháng 2 năm 2018 tại Gangneung Curling Centre. Tại các nội dung của nam và nữ, có mười quốc gia tham dự. Bi đá trên băng đôi nam nữ lần đầu tiên trở thành nội dung tranh huy chương và có tám quốc gia tham dự.

## Vòng loại
Vòng loại môn bi đá trên băng tại Thế vận hội Mùa đông được tiến hành theo hai cách. Các quốc gia có thể có các đội tham dự thông qua điểm số từ việc thi đấu tại Giải vô địch bi đá trên băng thế giới 2016 và 2017. Các đội cũng có thể giành vé thông qua giải vòng loại Olympic diễn ra vào tháng 12 năm 2017. Có bảy nước giành vé qua Giải vô địch thế giới, trong khi đó có hai nước thông qua giải đấu vòng loại. Chủ nhà Hàn Quốc nghiễm nhiên có đội tham dự nên mỗi giới tính có 10 đội tuyển tham dự. Tại nội dung đôi nam nữ thì bảy đội xếp hạng cao nhất từ thành tích tại Giải vô địch bi đá trên băng hỗn hợp thế giới tham dự cùng chủ nhà Hàn Quốc.

## Lịch thi đấu
Bi đá trên băng bắt đầu từ ngày khai mạc và kết thúc vào ngày bế mạc, và là môn duy nhất ngày nào cũng thi đấu.
| VB | Vòng bảng | BK | Bán kết | B | Tranh hạng ba | C | Chung kết |

| NgàyNội dung | 8  | 9  | 10 | 11 | 12 | 13 | 13 | 14 | 15 | 16 | 17 | 18 | 19 | 20 | 21 | 22 | 23 | 24 | 25 |
| ------------ | -- | -- | -- | -- | -- | -- | -- | -- | -- | -- | -- | -- | -- | -- | -- | -- | -- | -- | -- |
| Nam          |    |    |    |    |    |    |    | VB | VB | VB | VB | VB | VB | VB | VB | BK | B  | C  |    |
| Nữ           |    |    |    |    |    |    |    | VB | VB | VB | VB | VB | VB | VB | VB |    | BK | B  | C  |
| Đôi nam nữ   | VB | VB | VB | VB | BK | B  | C  |    |    |    |    |    |    |    |    |    |    |    |    |

## Huy chương

### Bảng huy chương
| Hạng               | Đoàn               | Vàng | Bạc | Đồng | Tổng số |
| ------------------ | ------------------ | ---- | --- | ---- | ------- |
| 1                  | Thụy Điển (SWE)    | 1    | 1   | 0    | 2       |
| 2                  | Canada (CAN)       | 1    | 0   | 0    | 1       |
| 2                  | Hoa Kỳ (USA)       | 1    | 0   | 0    | 1       |
| 4                  | Thụy Sĩ (SUI)      | 0    | 1   | 1    | 2       |
| 5                  | Hàn Quốc (KOR)     | 0    | 1   | 0    | 1       |
| 6                  | Na Uy (NOR)        | 0    | 0   | 1    | 1       |
| 6                  | Nhật Bản (JPN)     | 0    | 0   | 1    | 1       |
| Tổng số (7 đơn vị) | Tổng số (7 đơn vị) | 3    | 3   | 3    | 9       |

### Nội dung
| Nội dung   | Vàng                                                                                                  | Bạc                                                                                                | Đồng                                                                                                |
| ---------- | --- | -------------------------------------------------------------------------------------------------- | --------------------------------------------------------------------------------------------------- |
| Nam        | Hoa Kỳ (USA) · John Shuster · Tyler George · Matt Hamilton · John Landsteiner · Joe Polo              | Thụy Điển (SWE) · Niklas Edin · Oskar Eriksson · Rasmus Wranå · Christoffer Sundgren · Henrik Leek | Thụy Sĩ (SUI) · Benoît Schwarz · Claudio Pätz · Peter de Cruz · Valentin Tanner · Dominik Märki     |
| Nữ         | Thụy Điển (SWE) · Anna Hasselborg · Sara McManus · Agnes Knochenhauer · Sofia Mabergs · Jennie Wåhlin | Hàn Quốc (KOR) · Kim Eun-jung · Kim Kyeong-ae · Kim Seon-yeong · Kim Yeong-mi · Kim Cho-hi         | Nhật Bản (JPN) · Satsuki Fujisawa · Chinami Yoshida · Yumi Suzuki · Yurika Yoshida · Mari Motohashi |
| Đôi nam nữ | Canada (CAN) · Kaitlyn Lawes · John Morris                                                            | Thụy Sĩ (SUI) · Jenny Perret · Martin Rios                                                         | Na Uy (NOR)1 · Kristin Skaslien · Magnus Nedregotten                                                |

Ghi chú
1. ^  Ban đầu đội Nga giành huy chương đồng, nhưng bị đánh loại sau khi Alexander Krushelnitskiy dương tính với meldonium.[5]

## Tóm tắt diễn biến

### Nam

#### Vòng bảng
Bảng xếp hạng
Bảng xếp hạng vòng bảng
| Chú giải | Chú giải              |
| -------- | --------------------- |
|          | Đội thi đấu playoff   |
|          | Đội thi đấu phân hạng |

| Quốc gia  | Đội trưởng      | T | B | ĐT | ĐB | Hiệp thắng | Hiệp thua | Hiệp hòa | Số hiệp steal | % ném |
| --------- | --------------- | - | - | -- | -- | ---------- | --------- | -------- | ------------- | ----- |
| Thụy Điển | Niklas Edin     | 7 | 2 | 62 | 43 | 34         | 28        | 13       | 8             | 87%   |
| Canada    | Kevin Koe       | 6 | 3 | 56 | 46 | 36         | 34        | 14       | 8             | 87%   |
| Hoa Kỳ    | John Shuster    | 5 | 4 | 67 | 63 | 37         | 39        | 4        | 6             | 80%   |
| Anh Quốc  | Kyle Smith      | 5 | 4 | 55 | 60 | 40         | 37        | 8        | 7             | 82%   |
| Thụy Sĩ   | Peter de Cruz   | 5 | 4 | 60 | 55 | 39         | 37        | 10       | 6             | 83%   |
| Na Uy     | Thomas Ulsrud   | 4 | 5 | 52 | 56 | 34         | 39        | 7        | 8             | 82%   |
| Hàn Quốc  | Kim Chang-min   | 4 | 5 | 65 | 63 | 39         | 39        | 8        | 8             | 82%   |
| Nhật Bản  | Yusuke Morozumi | 4 | 5 | 48 | 56 | 33         | 35        | 13       | 5             | 81%   |
| Ý         | Joël Retornaz   | 3 | 6 | 50 | 56 | 37         | 38        | 15       | 7             | 81%   |
| Đan Mạch  | Rasmus Stjerne  | 2 | 7 | 53 | 70 | 36         | 39        | 12       | 5             | 83%   |

Kết quả
| Đội       | Canada | Đan Mạch | Anh Quốc | Ý    | Nhật Bản | Na Uy | Hàn Quốc | Thụy Điển | Thụy Sĩ | Hoa Kỳ | Thành tích |
| --------- | ------ | -------- | -------- | ---- | -------- | ----- | -------- | --------- | ------- | ------ | ---------- |
| Canada    |        | 8–3      | 6–4      | 5–3  | 8–4      | 7–4   | 7–6      | 2–5       | 6–8     | 7–9    | 6–3        |
| Đan Mạch  | 3–8    |          | 6–7      | 6–4  | 4–6      | 8–10  | 9–8      | 5–9       | 7–9     | 5–9    | 2–7        |
| Anh Quốc  | 4–6    | 7–6      |          | 7–6  | 6–5      | 10–3  | 5–11     | 6–8       | 6–5     | 4–10   | 5–4        |
| Ý         | 3–5    | 4–6      | 6–7      |      | 5–6      | 6–4   | 6–8      | 3–7       | 7–4     | 10–9   | 3–6        |
| Nhật Bản  | 4–8    | 6–4      | 5–6      | 6–5  |          | 6–4   | 4-10     | 4–11      | 5–6     | 8–2    | 4–5        |
| Na Uy     | 4–7    | 10–8     | 3–10     | 4–6  | 4–6      |       | 7–5      | 7–2       | 5–7     | 8–5    | 4–5        |
| Hàn Quốc  | 6–7    | 8–9      | 11–5     | 8–6  | 10-4     | 5–7   |          | 2–7       | 8–7     | 7–11   | 4–5        |
| Thụy Điển | 5–2    | 9–5      | 8–6      | 7–3  | 11–4     | 2–7   | 7–2      |           | 3–10    | 10–4   | 7–2        |
| Thụy Sĩ   | 8–6    | 9–7      | 5–6      | 4–7  | 6–5      | 7–5   | 7–8      | 10–3      |         | 4–8    | 5–4        |
| Hoa Kỳ    | 9–7    | 9–5      | 10–4     | 9–10 | 2–8      | 5–8   | 11–7     | 4–10      | 8–4     |        | 5–4        |

#### Playoff
|  | Bán kết | Bán kết   | Bán kết |  |  | Tranh huy chương vàng | Tranh huy chương vàng | Tranh huy chương vàng |
|  |         |           |         |  |  |                       |                       |                       |
|  | 1       | Thụy Điển | 9       |  |  |                       |                       |                       |
|  | 4       | Thụy Sĩ   | 3       |  |  |                       |                       |                       |
|  |         |           |         |  |  | 1                     | Thụy Điển             | 7                     |
|  |         |           |         |  |  | 3                     | Hoa Kỳ                | 10                    |
|  | 2       | Canada    | 3       |  |  |                       |                       |                       |
|  | 3       | Hoa Kỳ    | 5       |  |  | Tranh huy chương đồng | Tranh huy chương đồng | Tranh huy chương đồng |
|  |         |           |         |  |  |                       |                       |                       |
|  |         |           |         |  |  | 2                     | Canada                | 5                     |
|  |         |           |         |  |  | 4                     | Thụy Sĩ               | 7                     |

### Nữ

#### Vòng bảng
Bảng xếp hạng
Bảng xếp hạng vòng bảng
| Chú giải | Chú giải              |
| -------- | --------------------- |
|          | Đội thi đấu playoff   |
|          | Đội thi đấu phân hạng |

| Quốc gia                     | Đội trưởng        | T | B | ĐT | ĐB | Hiệp thắng | Hiệp thua | Hiệp hòa | Số hiệp steal | % ném |
| ---------------------------- | ----------------- | - | - | -- | -- | ---------- | --------- | -------- | ------------- | ----- |
| Hàn Quốc                     | Kim Eun-jung      | 8 | 1 | 75 | 44 | 41         | 34        | 5        | 15            | 79%   |
| Thụy Điển                    | Anna Hasselborg   | 7 | 2 | 64 | 48 | 42         | 34        | 14       | 13            | 83%   |
| Anh Quốc                     | Eve Muirhead      | 6 | 3 | 61 | 56 | 39         | 38        | 12       | 6             | 79%   |
| Nhật Bản                     | Fujisawa Satsuki  | 5 | 4 | 59 | 55 | 38         | 36        | 10       | 13            | 75%   |
| Trung Quốc                   | Wang Bingyu       | 4 | 5 | 57 | 65 | 35         | 38        | 12       | 5             | 78%   |
| Canada                       | Rachel Homan      | 4 | 5 | 68 | 59 | 40         | 36        | 10       | 12            | 81%   |
| Thụy Sĩ                      | Silvana Tirinzoni | 4 | 5 | 60 | 55 | 34         | 37        | 12       | 7             | 78%   |
| Hoa Kỳ                       | Nina Roth         | 4 | 5 | 56 | 65 | 38         | 39        | 7        | 6             | 78%   |
| Vận động viên Olympic từ Nga | Victoria Moiseeva | 2 | 7 | 45 | 76 | 34         | 40        | 8        | 6             | 76%   |
| Đan Mạch                     | Madeleine Dupont  | 1 | 8 | 50 | 72 | 32         | 41        | 10       | 6             | 73%   |

Kết quả
| Đội                          | Canada | Trung Quốc | Đan Mạch | Anh Quốc | Nhật Bản | Nga  | Hàn Quốc | Thụy Điển | Thụy Sĩ | Hoa Kỳ | Thành tích |
| ---------------------------- | ------ | ---------- | -------- | -------- | -------- | ---- | -------- | --------- | ------- | ------ | ---------- |
| Canada                       |        | 5–7        | 8–9      | 5–6      | 8–3      | 9–8  | 6–8      | 6–7       | 10–8    | 11–3   | 4–5        |
| Trung Quốc                   | 7–5    |            | 10–7     | 7–8      | 7–6      | 6–7  | 5–12     | 4–8       | 7–2     | 4–10   | 4–5        |
| Đan Mạch                     | 9–8    | 7–10       |          | 6–7      | 5–8      | 7–8  | 3–9      | 3–9       | 4–6     | 6–7    | 1–8        |
| Anh Quốc                     | 6–5    | 8–7        | 7–6      |          | 8–6      | 10–3 | 4–7      | 6–8       | 8–7     | 4–7    | 6–3        |
| Nhật Bản                     | 3–8    | 6–7        | 8–5      | 6–8      |          | 10–5 | 7–5      | 5–4       | 4–8     | 10–5   | 5–4        |
| Vận động viên Olympic từ Nga | 8–9    | 7–6        | 8–7      | 3–10     | 5–10     |      | 2–11     | 4–5       | 2–11    | 6–7    | 2–7        |
| Hàn Quốc                     | 8–6    | 12–5       | 9–3      | 7–4      | 5–7      | 11–2 |          | 7–6       | 7–5     | 9–6    | 8–1        |
| Thụy Điển                    | 7–6    | 8–4        | 9–3      | 8–6      | 4–5      | 5–4  | 6–7      |           | 8–7     | 9–6    | 7–2        |
| Thụy Sĩ                      | 8–10   | 2–7        | 6–4      | 7–8      | 8–4      | 11–2 | 5–7      | 7–8       |         | 6–5    | 4–5        |
| Hoa Kỳ                       | 3–11   | 10–4       | 7–6      | 7–4      | 5–10     | 7–6  | 6–9      | 6–9       | 5–6     |        | 4–5        |

#### Playoff
|  | Bán kết | Bán kết   | Bán kết |  |  | Tranh huy chương vàng | Tranh huy chương vàng | Tranh huy chương vàng |
|  |         |           |         |  |  |                       |                       |                       |
|  | 1       | Hàn Quốc  | 8       |  |  |                       |                       |                       |
|  | 4       | Nhật Bản  | 7       |  |  |                       |                       |                       |
|  |         |           |         |  |  | 1                     | Hàn Quốc              | 3                     |
|  |         |           |         |  |  | 2                     | Thụy Điển             | 8                     |
|  | 2       | Thụy Điển | 10      |  |  |                       |                       |                       |
|  | 3       | Anh Quốc  | 5       |  |  | Tranh huy chương đồng | Tranh huy chương đồng | Tranh huy chương đồng |
|  |         |           |         |  |  |                       |                       |                       |
|  |         |           |         |  |  | 3                     | Anh Quốc              | 3                     |
|  |         |           |         |  |  | 4                     | Nhật Bản              | 5                     |

### Đôi nam nữ

#### Vòng bảng
Bảng xếp hạng
Bảng xếp hạng vòng bảng
| Chú giải | Chú giải              |
| -------- | --------------------- |
|          | Đội thi đấu playoff   |
|          | Đội thi đấu phân hạng |

| Quốc gia                     | Tên                                             | T | B | ĐT | ĐB | Hiệp thắng | Hiệp thua | Hiệp hòa | Số hiệp steal | % ném |
| ---------------------------- | ----------------------------------------------- | - | - | -- | -- | ---------- | --------- | -------- | ------------- | ----- |
| Canada                       | Kaitlyn Lawes / John Morris                     | 6 | 1 | 52 | 26 | 28         | 20        | 0        | 9             | 80%   |
| Thụy Sĩ                      | Jenny Perret / Martin Rios                      | 5 | 2 | 45 | 40 | 29         | 26        | 0        | 10            | 71%   |
| Vận động viên Olympic từ Nga | Anastasia Bryzgalova / Alexander Krushelnitskiy | 4 | 3 | 36 | 44 | 26         | 27        | 1        | 7             | 67%   |
| Na Uy                        | Kristin Skaslien / Magnus Nedregotten           | 4 | 3 | 39 | 43 | 26         | 25        | 1        | 8             | 74%   |
| Trung Quốc                   | Wang Rui / Ba Dexin                             | 4 | 3 | 47 | 42 | 27         | 27        | 1        | 6             | 72%   |
| Hàn Quốc                     | Jang Hye-ji / Lee Ki-jeong                      | 2 | 5 | 40 | 40 | 23         | 29        | 1        | 7             | 67%   |
| Hoa Kỳ                       | Rebecca Hamilton / Matt Hamilton                | 2 | 5 | 37 | 43 | 26         | 25        | 0        | 9             | 74%   |
| Phần Lan                     | Oona Kauste / Tomi Rantamäki                    | 1 | 6 | 35 | 53 | 23         | 29        | 0        | 6             | 67%   |

Kết quả
| Đội                          | Canada | Trung Quốc | Phần Lan | Na Uy | Nga | Hàn Quốc | Thụy Sĩ | Hoa Kỳ | Thành tích |
| ---------------------------- | ------ | ---------- | -------- | ----- | --- | -------- | ------- | ------ | ---------- |
| Canada                       |        | 10–4       | 8–2      | 6–9   | 8–2 | 7–3      | 7–2     | 6–4    | 6–1        |
| Trung Quốc                   | 4–10   |            | 10–5     | 9–3   | 5–6 | 8–7      | 5–7     | 6–4    | 4–3        |
| Phần Lan                     | 2–8    | 5–10       |          | 6–7   | 5–7 | 4–9      | 6–7     | 7–5    | 1–6        |
| Na Uy                        | 9–6    | 3–9        | 7–6      |       | 3–4 | 8–3      | 6–5     | 3–10   | 4–3        |
| Vận động viên Olympic từ Nga | 2–8    | 6–5        | 7–5      | 4–3   |     | 6–5      | 8–9     | 3–9    | 4–3        |
| Hàn Quốc                     | 3–7    | 7–8        | 9–4      | 3–8   | 5–6 |          | 4–6     | 9–1    | 2–5        |
| Thụy Sĩ                      | 2–7    | 7–5        | 7–6      | 5–6   | 9–8 | 6–4      |         | 9–4    | 5–2        |
| Hoa Kỳ                       | 4–6    | 4–6        | 5–7      | 10–3  | 9–3 | 1–9      | 4–9     |        | 2–5        |

#### Playoff
|  | Bán kết | Bán kết                      | Bán kết |  |  | Tranh huy chương vàng | Tranh huy chương vàng                  | Tranh huy chương vàng |
|  |         |                              |         |  |  |                       |                                        |                       |
|  | 1       | Canada                       | 8       |  |  |                       |                                        |                       |
|  | 4       | Na Uy                        | 4       |  |  |                       |                                        |                       |
|  |         |                              |         |  |  | 1                     | Canada                                 | 10                    |
|  |         |                              |         |  |  | 2                     | Thụy Sĩ                                | 3                     |
|  | 2       | Thụy Sĩ                      | 7       |  |  |                       |                                        |                       |
|  | 3       | Vận động viên Olympic từ Nga | 5       |  |  | Tranh huy chương đồng | Tranh huy chương đồng                  | Tranh huy chương đồng |
|  |         |                              |         |  |  |                       |                                        |                       |
|  |         |                              |         |  |  | 3                     | Vận động viên Olympic từ Nga (bị loại) | B                     |
|  |         |                              |         |  |  | 4                     | Na Uy                                  | T                     |

## Quốc gia tham dự
Có 113 vận động viên từ 13 nước tham dự (số vận động viên trong ngoặc). Một số vận động viên tham dự ở cả nội dung 4 người và đôi nam nữ, vì vậy dưới đây là số cá nhân tham dự, không phải số suất họ giành được.
- Canada (12)
- Trung Quốc (7)
- Đan Mạch (10)
- Phần Lan (2)
- Anh Quốc (10)
- Ý (5)
- Nhật Bản (10)
- Na Uy (7)
- Vận động viên Olympic từ Nga (7)
- Hàn Quốc (12)
- Thụy Điển (10)
- Thụy Sĩ (11)
- Hoa Kỳ (10)